# Pagelaran (Ciomas)
Pagelaran is een bestuurslaag in het regentschap Bogor van de provincie West-Java, Indonesië. Pagelaran telt 19.796 inwoners (volkstelling 2010).